# Maredys
Der Maredys ist eine megalithische Grabanlage der jungsteinzeitlichen Nordgruppe der Trichterbecherkultur im Kirchspiel Ferslev in der dänischen Kommune Frederikssund.

## Lage
Das Grab liegt im Osten des Waldgebiets Sømer Skov. 110 m ostsüdöstlich befindet sich das Großsteingrab Orkenspends Dys. In der näheren Umgebung gibt bzw. gab es zahlreiche weitere megalithische Grabanlagen.

## Forschungsgeschichte
In den Jahren 1873 und 1942 führten Mitarbeiter des Dänischen Nationalmuseums Dokumentationen der Fundstelle durch. 1978 wurde unmittelbar neben dem Grab ein Schalenstein entdeckt. Eine weitere Dokumentation erfolgte 1989 durch Mitarbeiter der Forst- und Naturbehörde.

## Beschreibung
Die Anlage besitzt eine runde Hügelschüttung mit einem Durchmesser von 18 m und einer Höhe von 2 m. Eine steinerne Umfassung ist nicht zu erkennen. Die Grabkammer ist als Ganggrab anzusprechen. Sie ist nordost-südwestlich orientiert und hat eine Länge von etwa 5,5 m. Die Wandsteine sind vollständig im Hügel verborgen, nur die vier Decksteine ragen heraus. Auf den Oberseiten von zwei Steinen sind Schälchen zu erkennen. An der südöstlichen Langseite befindet sich der Zugang zur Kammer. Ihm ist ein nordwest-südöstlich orientierter Gang vorgelagert. Auch hier sind nur drei Decksteine sichtbar, die Wandsteine stecken ebenfalls vollständig im Hügel.
Westnordwestlich des Maredys, nur 2 m vom Hügelfuß entfernt, wurde 1978 ein Schalenstein entdeckt. Er hat eine Länge von 2 m, eine Breite von 1,2 m und eine Dicke von 0,7 m. Seine Oberseite weist zahlreiche Schälchen von unterschiedlicher Größe auf.